# منذ البدء
منذ البدء (ab initiō) مصطلح يكثر استخدامه في العلوم ويعني «من القِدم أو الأول». يستخدم في عدة مجالات أهمها:
- في الكيمياء والفيزياء: نقول [من؟] عن طريقة حساب أنها منذ البدء إذا كانت تعتمد على القوانين الأساسية للطبيعة دون أي افتراضات إضافية يفرضها نموذج ما. تقتصر المخلات الأولية في هذه الحسابات على تحديد قيم الثوابت الفيزيائية الأساسية.
- في الطيران العسكري: المرحلة الأولى من اقلاع في التدريب.

ويستخدم أيضا في المجالات القانونية وخاصه في مجال القانون الذي يخص التعاقدات بحيث ان استخدام هذا المصطلح في حاله تم التوقيع على العقد بدون معرفه محتواه ولكن بشرط وجود عدم اهمال في بذل الجهد ومحاوله فهم العقد فان العقد يكون غير صالح من البداية كما يعني هذا المصطلح من البداية